# Campus de Cronenbourg
Le Campus de Cronenbourg est le siège du CNRS Alsace. Il se situe sur les communes de Strasbourg, dans le quartier de Cronenbourg qui lui a donné son nom, et de Schiltigheim.

## Composition

### Enseignement

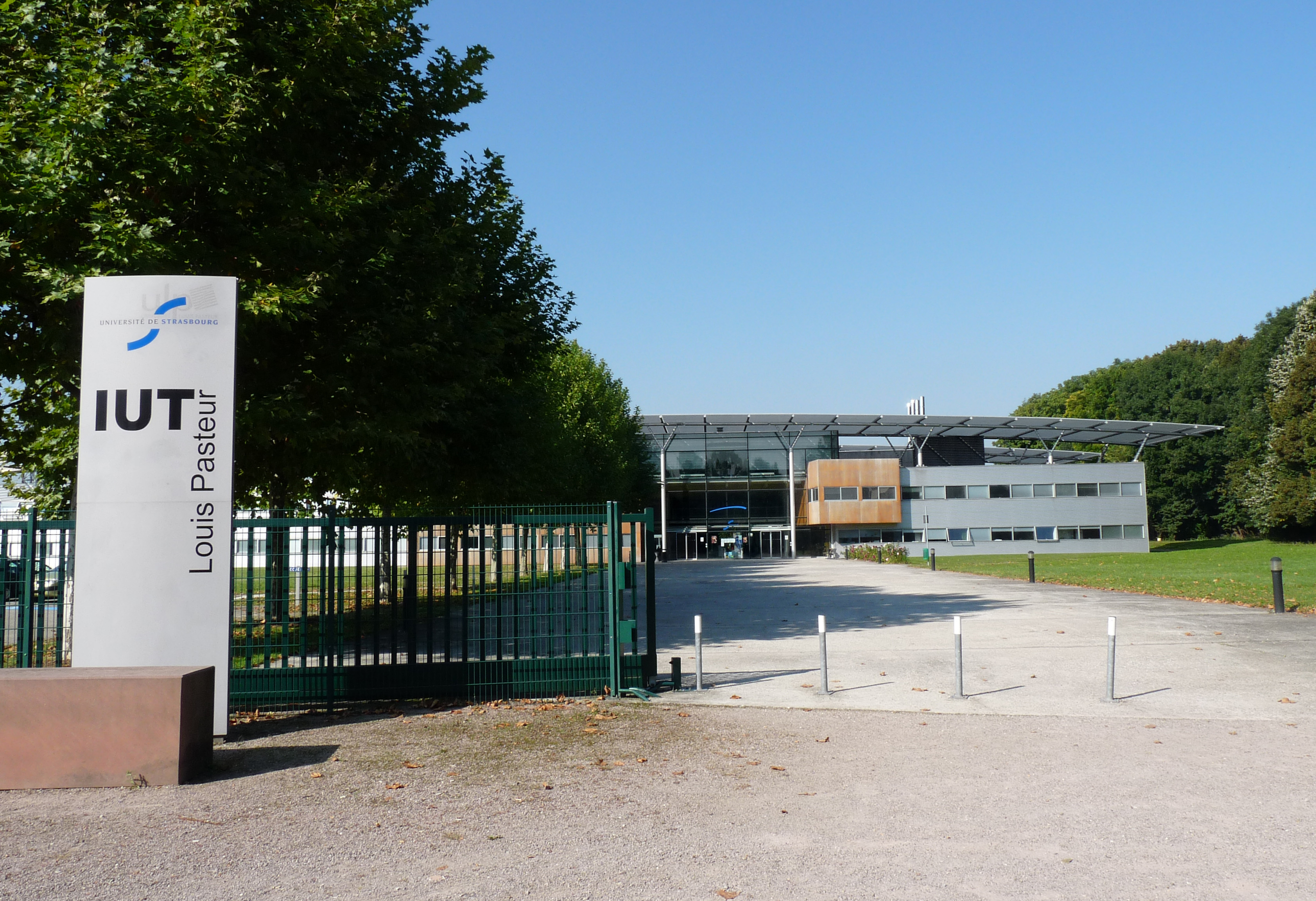
IUT Louis Pasteur

C'est le siège du CNRS Alsace. il est spécialisé dans la formation et la recherche scientifique, il accueille notamment :
- l'Institut universitaire de technologie Louis Pasteur,
- l'École européenne de chimie, polymères et matériaux,

### Recherche

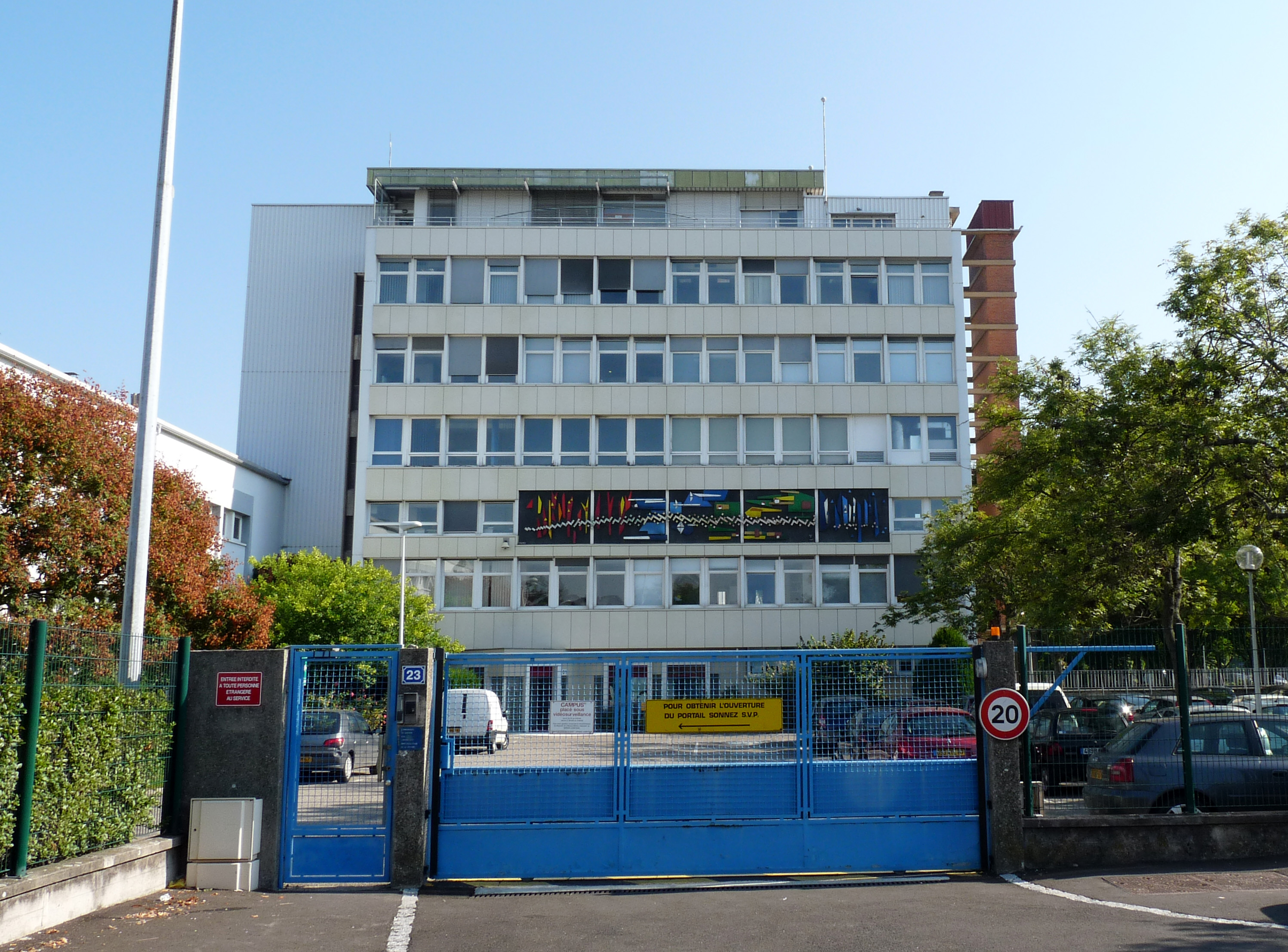
Siège de la Délégation Alsace du CNRS

La délégation Alsace du CNRS y a son siège régional,.
Liste de laboratoires présents sur le campus (non exhaustive) :
- l'Institut Charles-Sadron (UPR 22),
- l'Institut pluridisciplinaire Hubert Curien (UMR 7178),
- l’Institut de chimie et procédés pour l’énergie, l’environnement et la santé (UMR7515),
- l’Institut de Physique et Chimie des Matériaux de Strasbourg (UMR7504),
- le laboratoire d'innovation moléculaire et applications (UMR7042),
- le Département Electronique du Solide, Systèmes & Photonique (D-ESSP) du  laboratoire des sciences de l'ingénieur, de l'informatique et de l'imageri] (UMR7357).

### Vie pratique
On y trouve aussi un restaurant universitaire géré par le CROUS.

## Accès
Il est desservi par la ligne G du BHNS de Strasbourg et les lignes de bus 19, 50 et 70 de la compagnie des transports strasbourgeois (CTS).